# Apanás
Jezero Apanás je akumulacija koja se nalazi u sjevernoj Nikaragvi. Stvoreno je izgradnjom brane Mancotal i HE Centro América na rijeci Tumi, sjeverno od grada Jinotege. Akumulacija ima površinu od 45,90 km2.